# Bernardo Houssay
Bernardo Alberto Houssay (Buenos Aires, 10 de abril de 1887 – Buenos Aires, 21 de septiembre de 1971) fue un médico, catedrático y farmacéutico argentino. Por sus descubrimientos sobre el papel que desempeñan las hormonas pituitarias en la regulación de la cantidad de azúcar en la sangre (glucosa), fue galardonado con el Premio Nobel en Medicina en 1947, siendo el primer latinoamericano laureado en ciencias (Carlos Saavedra Lamas, también argentino, había ganado el Premio Nobel de la Paz en 1936). Gracias a su trabajo, la fisiología fue la disciplina médica que mayor vigor y desarrollo tuvo en Argentina.

## Biografía
Hijo de Alberto Guillermo Houssay y Clara Laffont, inmigrantes franceses, Bernardo nació el 10 de abril de 1887 en Buenos Aires. El matrimonio tuvo ocho hijos que nacieron entre 1881 y 1894: Margarita, Emilio, Fernando, Bernardo, María Amelia, Raúl, Emelina y Cecilia. Bernardo fue el cuarto de ellos.
Luego de saltear los grados de la escuela primaria por lo avanzado de sus conocimientos, fue enviado al Colegio Nacional de Buenos Aires donde obtuvo su título de bachiller a los 13 años. Quiso ingresar a estudiar la carrera de Medicina pero fue rechazado por su corta edad, de manera que decidió ingresar a la Escuela de Farmacia y Bioquímica de la Universidad de Buenos Aires, logrando su título a los 17 años. 
A los 23 se recibió de médico en dicha universidad con una tesis que mereció un diploma de honor. Ejerció la docencia en la Universidad de Buenos Aires que lo convirtió en un profesor universitario de inigualable prestigio y en un respetable investigador.

## Carrera profesional
Comenzó su práctica clínica en el Hospital Marcelo Torcuato de Alvear. En 1913 fue Jefe de Clínica en dicho nosocomio.

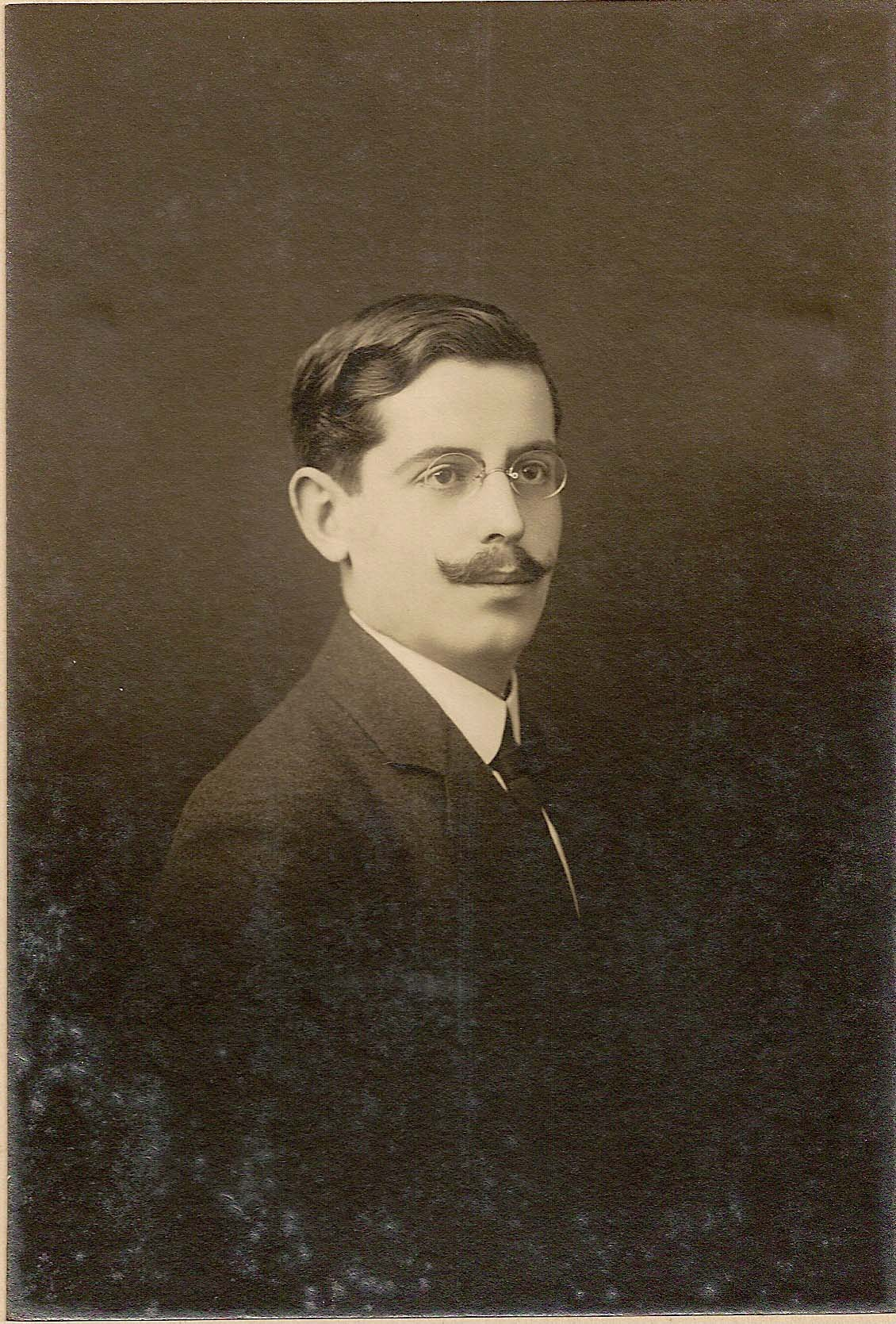
Bernardo Houssay en 1912, cuando, ya médico se lo nombró catedrático de Fisiología en la Facultad de Agronomía y Veterinaria.

Desde 1915 a 1919 estuvo trabajando en el Instituto Bacteriológico Nacional (hoy el Malbrán), como director del Departamento de Sueros. Allí conoció a la que se convertiría en su esposa, María Angélica Catán, doctora en Química, egresada de la Facultad de Ciencias Exactas y Naturales de la UBA, con quien se casó en 1920.
En 1919, fundó el Instituto de Fisiología en la Facultad de Medicina de la Universidad de Buenos Aires y lo dirigió hasta 1943 y luego desde 1955. En este instituto empezó su labor de enseñanza a sus discípulos, que luego se transformarían en los primeros profesores universitarios de fisiología del país. De esta manera, el Instituto se convirtió en un centro de excelencia mundial en el área de la investigación científica, donde Houssay ostentó el cargo de vicedirector del Instituto de Bacteriología, Química y Conservatorio de Vacuna Antivariólica. En 1943, fue dejado cesante en la Universidad de Buenos Aires tras firmar una declaración pidiendo la convocatoria a elecciones democráticas. Pese a que por esta razón quedó sin trabajo, rechazó varios ofrecimientos que recibió de prestigiosas instituciones del exterior. Con el aporte de fondos privados, estuvo al frente del Instituto de Biología y Medicina Experimental junto a Eduardo Braun Menéndez, Juan Treharne Lewis, Virgilio Foglia y Oscar Orías. En sus laboratorios se ocuparon en experimentar sobre diabetes, hipertensión, endocrinología y farmacología.
También se debe a su iniciativa y la de sus colaboradores la fundación en 1920 de la Sociedad Argentina de Biología en la Asociación Médica Argentina y la publicación del Acta Physiologica Latinoamericana desde 1950. En 1945 publicó el tratado Fisiología humana, que sería traducido a las principales lenguas. Gracias a la publicación de este tratado y de sus investigaciones biomédicas Houssay recibió la consagración internacional a través de importantes premios: de la Universidad de Toronto (Canadá), del Royal College of Physicians (Inglaterra), de la Royal Society of New South Wales (Australia) y finalmente, el Premio Nobel de Fisiología y Medicina en 1947, por su trabajo acerca de la influencia del lóbulo anterior de la hipófisis en la distribución de la glucosa en el cuerpo, de importancia para el desarrollo de la diabetes.
El premio no le sirvió para aminorar las tensiones que tenía con el gobierno peronista. El gobierno, a través de Raúl Apold, subsecretario de Prensa y Difusión, dio la orden de no darle ninguna difusión al acontecimiento.
Juan Domingo Perón simpatizaba con el fascismo europeo, lo que lo enfrentaba con Houssay, un abierto defensor de la causa aliada durante la Segunda Guerra Mundial. Estas diferencias llevaron a que el médico fuera separado de su cargo en la UBA por más de una década tras firmar junto a Mariano Rafael Castex y otras personalidades destacadas una declaración a favor de los aliados bajo el lema Democracia Efectiva y Solidaridad Americana. Recién pudo volver a dirigir el Instituto de Fisiología en 1955, cuando Perón fue derrocado a través de un golpe de Estado.
Houssay había creado en forma privada el Instituto de Biología y Medicina Experimental (IByME) en 1944. Junto con sus compañeros realizó numerosos trabajos en endocrinología, nutrición, farmacología, patología experimental, glándulas suprarrenales, páncreas, hipertensión, diabetes y otras áreas abarcadas por la fisiología.
Houssay fue presidente de la Asociación Argentina para el Progreso de las Ciencias, de la Academia Nacional de Medicina, de la Sociedad Argentina de Biología y de la Federación Internacional de Diabetes. Debido a su importancia en este campo de la medicina, también tuvo la oportunidad de dictar conferencias y cursos en las instituciones más importantes del mundo y recibió condecoraciones por parte de los gobiernos de Francia, Bélgica y Chile. Promovió activamente la creación del CONICET en 1958 del que fue su primer presidente, ocupando ese puesto hasta su fallecimiento.
Además de su trabajo pionero en su país, dejó también a decenas de discípulos de importancia mundial entre los cuales se destacan Luis Federico Leloir (Premio Nobel de Química en 1970) y Christiane Dosne de Pasqualini.

## Fallecimiento
Houssay falleció el 21 de septiembre de 1971 en la ciudad de Buenos Aires y fue sepultado en el Cementerio de la Chacarita.

## Premios y reconocimientos
- En 1947 fue galardonado con el Premio Nobel de Medicina. Fue el primer latinoamericano laureado en ciencias.

- En 1966 recibió la Gran Cruz de la Orden Civil de Alfonso X el Sabio.[13]

- En 1972 la Organización de los Estados Americanos incorporó el Premio Bernardo Houssay para galardonar a los más importantes investigadores del continente americano.[14]

- En 1983 recibió el Premio Konex de honor.[15]

- En Argentina, en su honor, cada 10 de abril se celebra el Día del Investigador Científico.[16]

## Eponimia
- El cráter lunar Houssay lleva este nombre en su memoria desde 2009.[17]

- El asteroide (2550) Houssay también conmemora su nombre.

- También lleva su nombre el buque escuela de la Prefectura Naval Argentina.

- El Hospital Municipal Dr. Bernardo Houssay, hospital municipal de la localidad de Florida, provincia de Buenos Aires, lleva su nombre.[18]

- La Plaza Houssay ubicada en la ciudad de Buenos Aires fue denominada así a modo de homenaje.

- El hospital de la ciudad de Mar del Plata, lleva su nombre.

## Sucesión de premios Nobel
| Predecesor: Hermann Joseph Muller | Premio Nobel de Fisiología o Medicina 1947 | Sucesor: Paul Hermann Müller |